# National Gallery of Australia

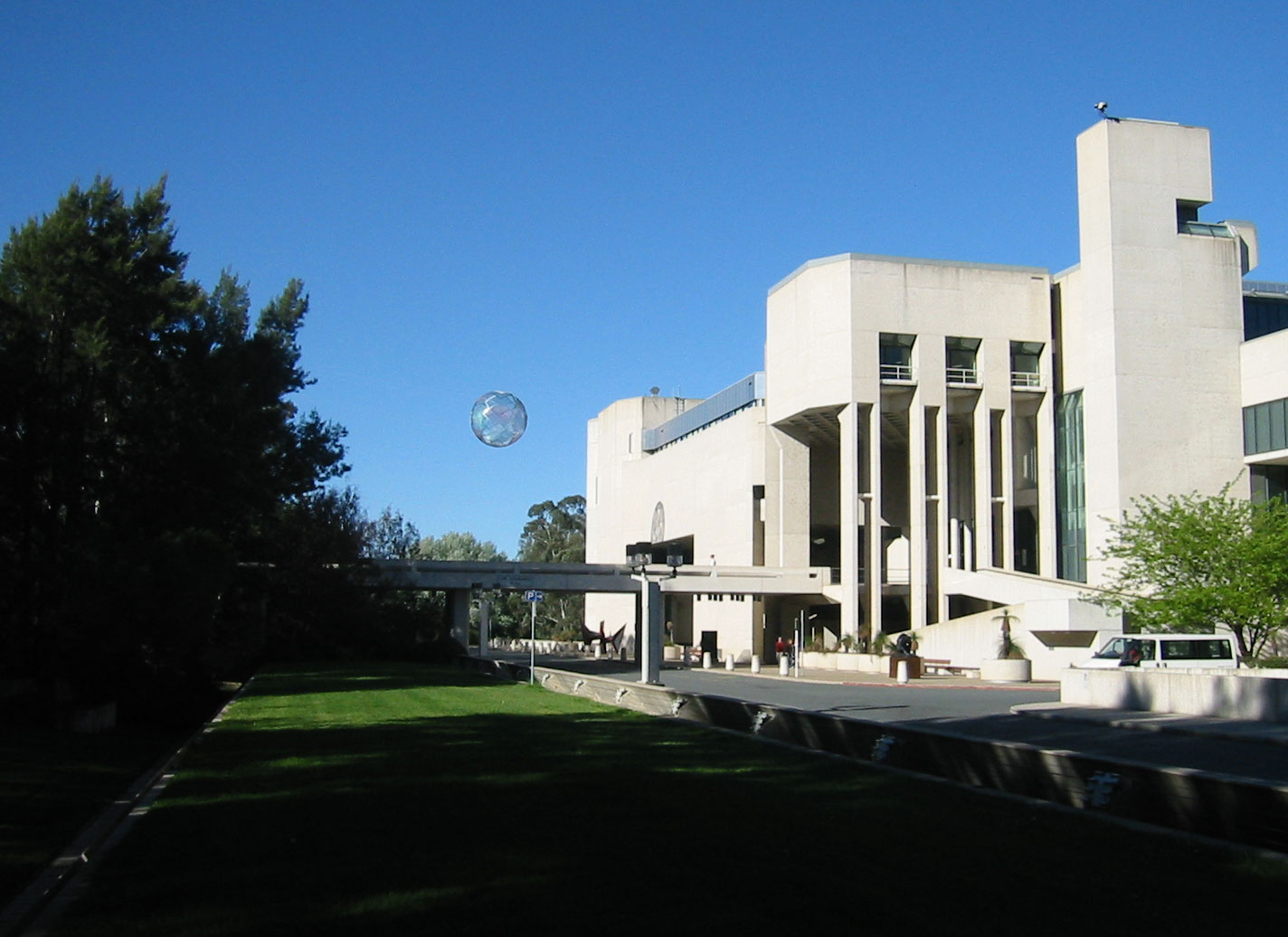
National Gallery of Australia

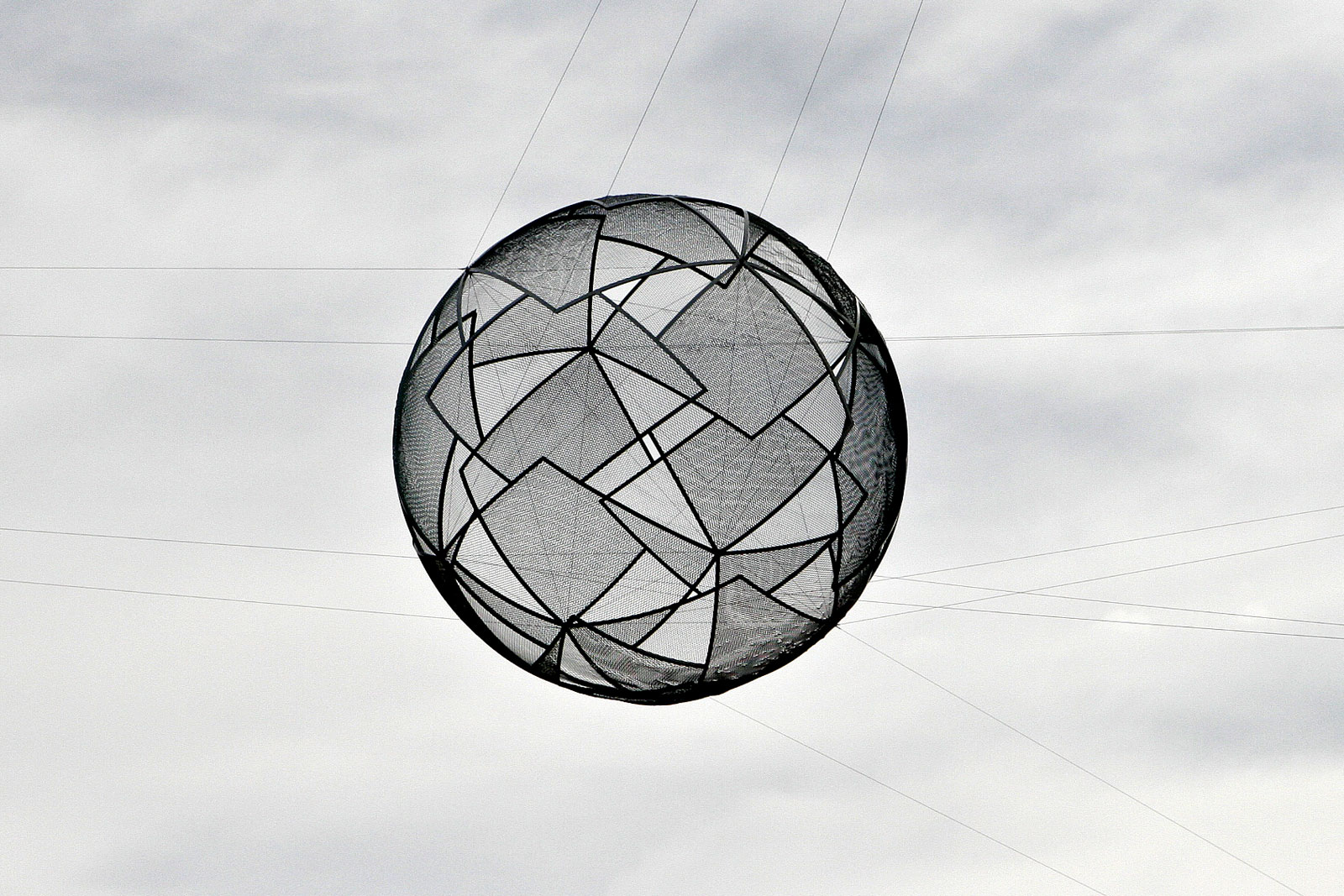
Hängende Kugel

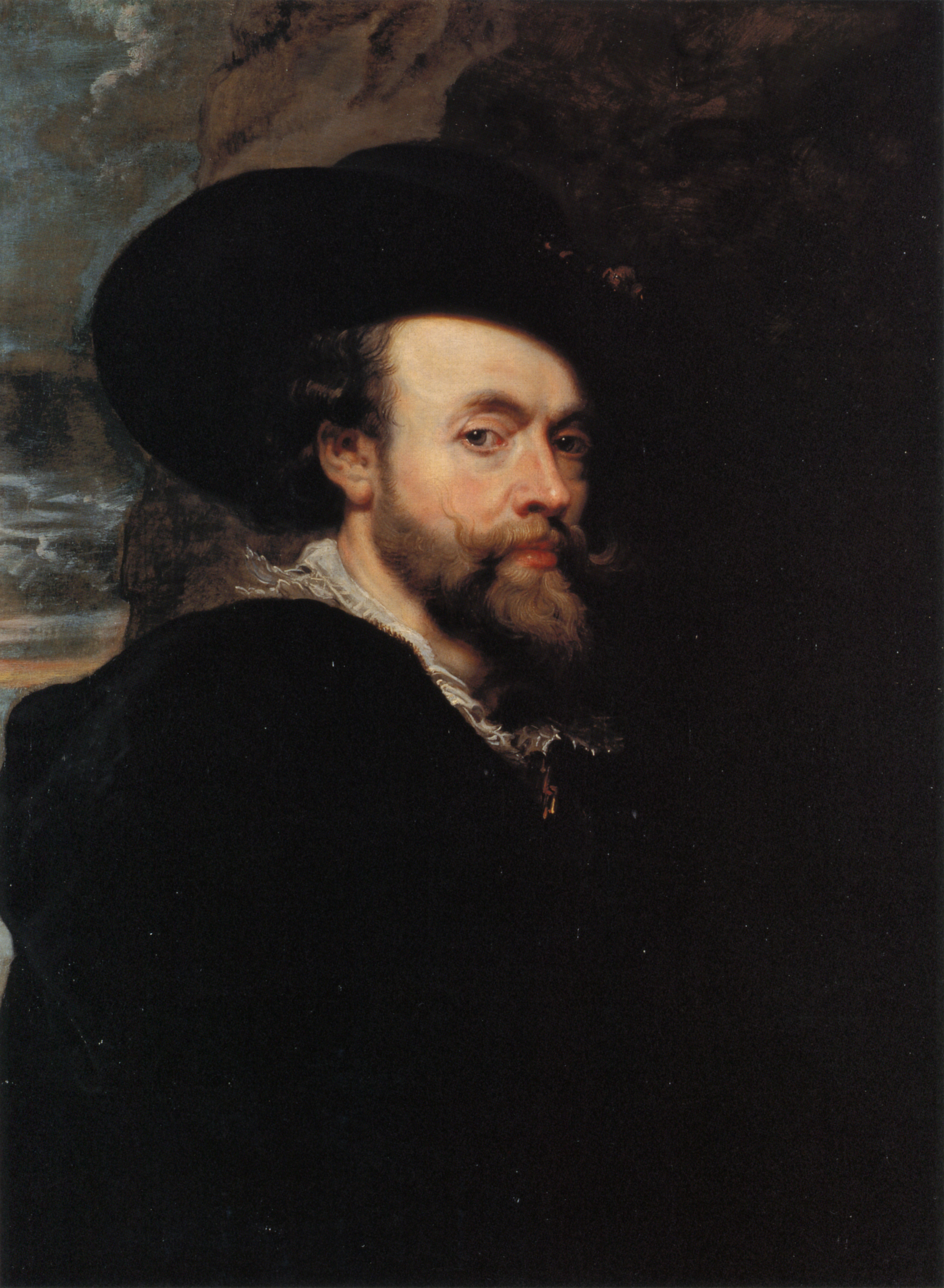
Selbstporträt von Peter Paul Rubens

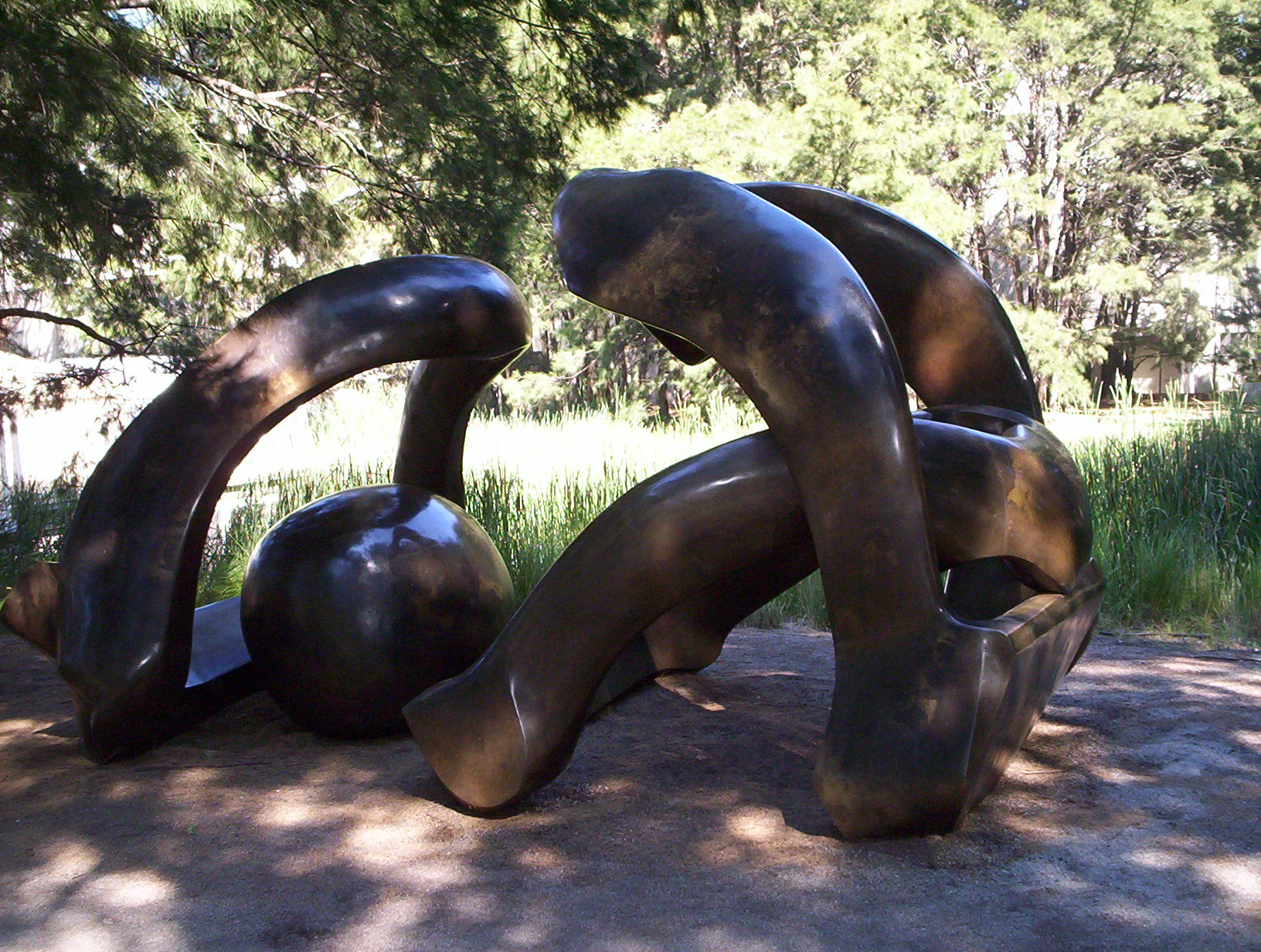
Die Hill Arches von Henry Moore im Skulpturengarten

Die National Gallery of Australia (NGA; deutsch: Australische Nationalgalerie) ist ein bedeutendes Kunstmuseum in der australischen Hauptstadt Canberra, das auf Gemälde und Skulpturen des 19. und 20. Jahrhunderts spezialisiert ist. Vertreten sind vor allem australische Künstler, aber auch zahlreiche internationale Werke werden ausgestellt. Das heutige Museumsgebäude im Stile des Brutalismus wurde am Ufer des Lake Burley Griffin erbaut und 1982 eröffnet.
Gezeigt werden folgende Kunstrichtungen:
- Kunst der Aborigines (meistens zeitgenössisch, aber in traditioneller Form)
- Australische Kunst in der europäischen Tradition
- Europäische Kunst (Schwergewicht auf die Moderne)
- Kunst aus Süd- und Ostasien (meist traditionell)
- Internationale moderne Kunst
- Internationales Kunsthandwerk
- Skulpturengarten
- Wanderausstellungen

## Bekannte Kunstwerke
Zu den bekannten Werken im Besitz der National Gallery gehört das 1952 vom US-amerikanischen Künstler Jackson Pollock gemalte Wandgemälde Blue Poles. Der Kauf im Jahr 1974 war politisch höchst umstritten. Der Kaufpreis von 1,3 Millionen AUD hat sich im Nachhinein jedoch finanziell mehr als ausbezahlt, da seither der Wert des Kunstwerkes auf ein Vielfaches angestiegen ist.
Weitere Ankäufe:
- Selbstporträt von Peter Paul Rubens
- Heuschober von Claude Monet
- After Cezanne von Lucian Freud (7,4 Millionen AUD)
- A Bigger Grand Canyon von David Hockney (4,6 Millionen AUD)
- Golden Summer, Eaglemont von Arthur Streeton (3,5 Millionen AUD)
- Woman V von Willem de Kooning (1 Million AUD)
- Pregnant Woman von Ron Mueck (800.000 AUD)

Im September 2005 lehnte die National Gallery das Angebot ab, für 35 Millionen AUD Sketch for Deluge II von Wassily Kandinsky zu erwerben.

## Bedeutende Ausstellungen

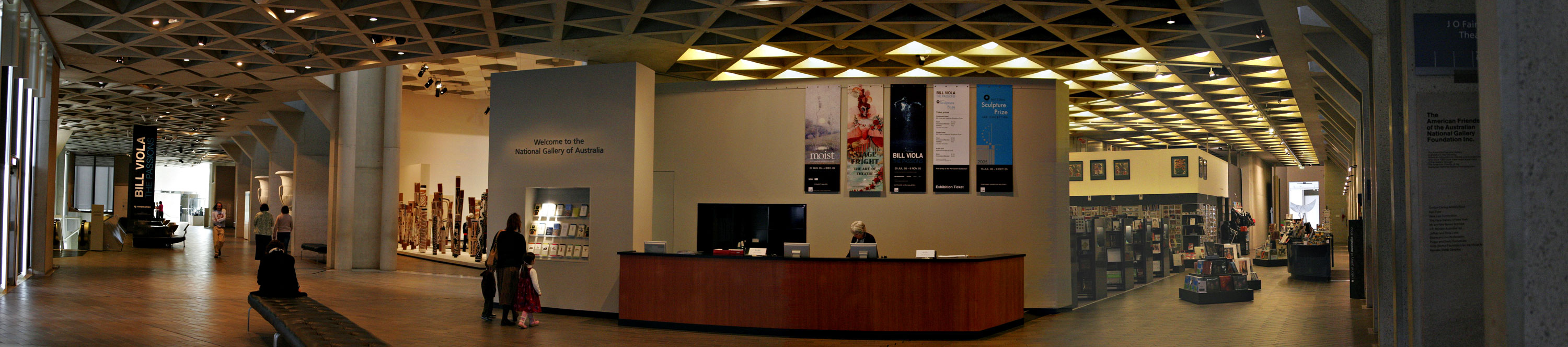
Eingangsbereich der National Gallery of Australia

- Die große impressionistische Ausstellung (1984)
- Neue Welten auf australischen und amerikanischen Landschaftsbildern des 19. Jahrhunderts (1998)
- Rembrandt, ein Genie und sein Einfluss (1997–1998)
- Ein impressionistisches Erbe, Monet bis Moore, das Millenniumsgeschenk der Sara Lee Corporation (1999)
- William Robinson, eine Retrospektive (2001–2002)
- Auguste Rodin, eine bezaubernde Obsession, Skulpturen und Zeichnungen (2001–2002)
- Monet & Japan (2001)
- Bill Viola, die Leidenschaften (2005)
- James Gleeson, Beyond the screen of sight (2005)
- John Constable, Impressionen von Land, Meer und Himmel (2005)
- Vincent Namatjira,[1] Australia in Colour (Australien in Farbe), erste große Übersichtsausstellung seines Schaffens (2024)